# Premio Strega
Der Premio Strega (Strega-Preis) ist ein italienischer Literaturpreis, der jährlich für ein in Italien erschienenes Buch vergeben wird. Seit 2014 wird auch der Premio Strega Europeo für ein ins Italienische übersetztes Werk aus dem europäischen Ausland verliehen.

## Preisvergabe

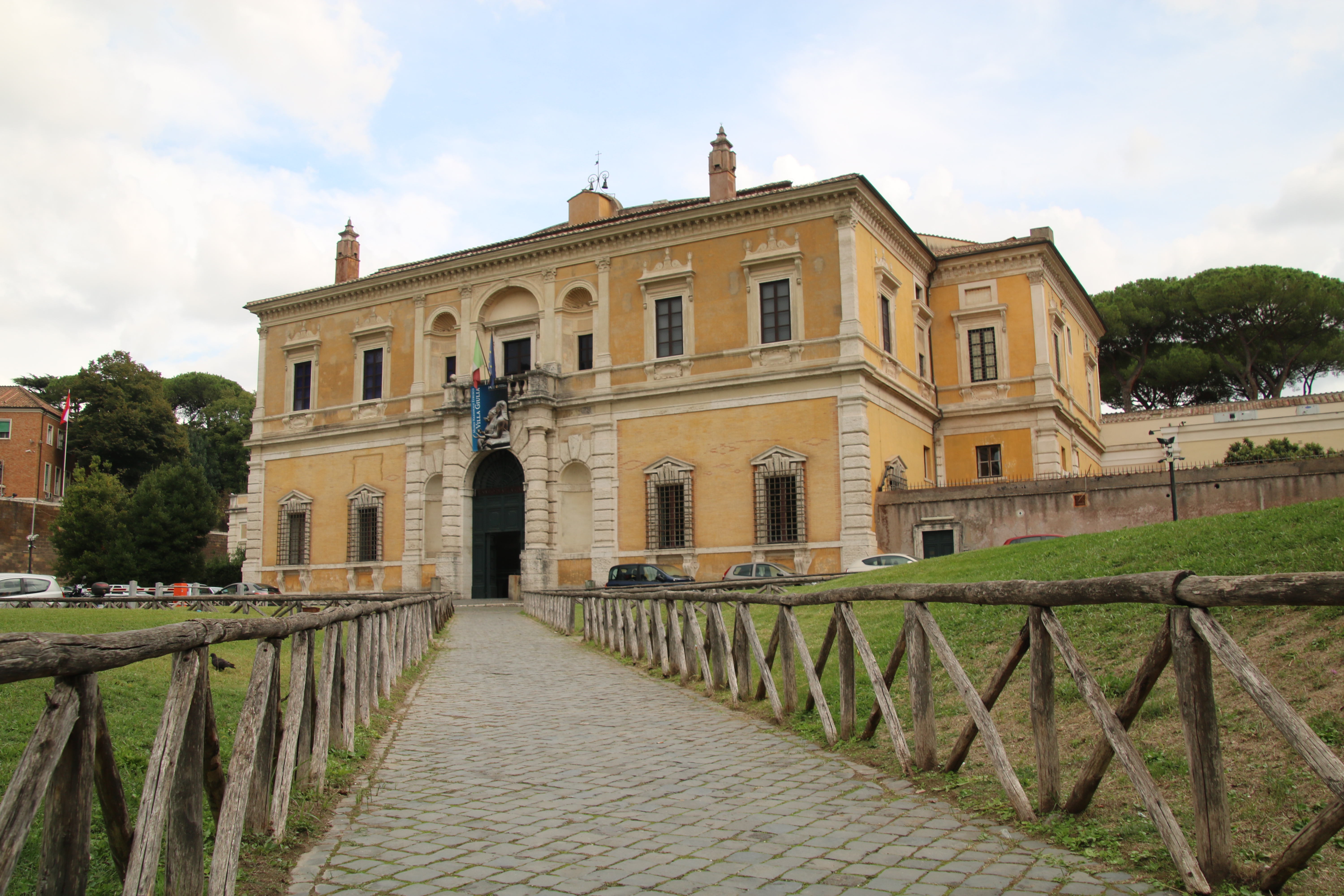
Die Villa Giulia in Rom.

Die Jury besteht aus 400 Personen des kulturellen Lebens, vorwiegend Literaturkritikern, und wird Amici della Domenica (dt.: Die Freunde des Sonntags) genannt. Die zur Wahl stehenden Bücher werden von jeweils zwei der Amici vorgeschlagen. Der Erscheinungszeitraum muss dabei zwischen dem 1. März des vorangegangenen Jahres und dem 28. Februar des Jahres der Preisverleihung liegen. Abgestimmt wird in zwei Wahlgängen; der erste findet im Juni im Haus Bellonci statt, der zweite Anfang Juli im Nymphäum der Villa Giulia in Rom.

## Geschichte
Die Idee zu diesem Preis entstand in dem Literatursalon von Maria und Goffredo Bellonci. Dieser wurde 1944, kurz vor Ende des Zweiten Weltkriegs, gegründet und wurde zu einem Treffen der bekanntesten italienischen Künstler und Literaten dieser Zeit. Die Teilnehmer dieser Treffen wurden unter dem Namen Amici della Domenica bekannt. 1947 beschloss man zusammen mit Guido Alberti, einem Likörfabrikanten und Besitzer der Firma Strega, einen Literaturpreis auszuloben. Erster Preisträger war Ennio Flaiano für seinen Roman Tempo di uccidere.
In den ersten Jahren wurde der Preis von den Besuchern des Salons vergeben, aus dieser Zeit stammt auch der bis heute gebräuchliche Name der Jurymitglieder. Nach dem Tod der Initiatoren wurde die Jury auf insgesamt 400 Personen erweitert.
Ein Zitat aus den Anfängen des Literatursalons von Maria Bellonci:

„Cominciarono, nell’inverno e nella primavera 1944, a radunarsi amici, giornalisti, scrittori, artisti, letterati, gente di ogni partito unita nella partecipazione di un tempo doloroso nel presente e incerto nel futuro. Poi, dopo il 4 giugno, finito l’incubo, gli amici continuarono a venire: è proprio un tentativo di ritrovarsi uniti per far fronte alla disperazione. Prendiamo tutti coraggio da questo sentirci insieme. Spero che sarà per ognuno un vivido ricordo“

„Im Winter und Frühling 1944 begannen sich Freunde zu versammeln, Journalisten, Schriftsteller, Künstler, Literaten, Menschen aus allen Bereichen, vereint in der gemeinsam erlebten, schmerzvollen Gegenwart und mit unsicherer Zukunft. Später, nach dem 4. Juni, dem Ende des Alptraums, trafen die Freunde sich weiterhin: Es ist ein Versuch sich gemeinsam gegen die Hoffnungslosigkeit zu wehren. Wir alle beziehen Mut aus diesem Gemeinschaftsgefühl. Ich hoffe es wird für jeden einzelnen eine lebendige Erinnerung sein.“

## Unregelmäßigkeiten
Der Römer Daniele Del Giudice wurde beim Erscheinen seines neuen Buches Orizzonte Mobile (2009) von den Medien voreilig als vorbestimmter Preisträger des Strega-Preises gefeiert. Den inzwischen von Del Giudice selbst dementierten Gerüchten fehlte jedoch jegliche Grundlage: Orizzonte Mobile wurde nie nominiert, und den Strega-Preis gewann 2009 der Venezianer Tiziano Scarpa mit Stabat Mater.

## Preisträger
| Via Gemito | Preisträger/-in              | Titel                                              | Deutscher Titel                                                        |
| ---------- | ---------------------------- | -------------------------------------------------- | ---------------------------------------------------------------------- |
| 1947       | Ennio Flaiano                | Tempo di uccidere                                  |                                                                        |
| 1948       | Vincenzo Cardarelli          | Villa Tarantola                                    |                                                                        |
| 1949       | Giovanni Battista Angioletti | La memoria                                         |                                                                        |
| 1950       | Cesare Pavese                | La bella estate                                    |                                                                        |
| 1951       | Corrado Alvaro               | Quasi una vita                                     |                                                                        |
| 1952       | Alberto Moravia              | I racconti                                         |                                                                        |
| 1953       | Massimo Bontempelli          | L'amante fedele                                    |                                                                        |
| 1954       | Mario Soldati                | Lettere da Capri                                   |                                                                        |
| 1955       | Giovanni Comisso             | Un gatto attraversa la strada                      |                                                                        |
| 1956       | Giorgio Bassani              | Cinque storie ferraresi                            |                                                                        |
| 1957       | Elsa Morante                 | L'isola di Arturo                                  |                                                                        |
| 1958       | Dino Buzzati                 | Sessanta racconti                                  |                                                                        |
| 1959       | Giuseppe Tomasi di Lampedusa | Il gattopardo                                      |                                                                        |
| 1960       | Carlo Cassola                | La ragazza di Bube                                 |                                                                        |
| 1961       | Raffaele La Capria           | Ferito a morte                                     |                                                                        |
| 1962       | Mario Tobino                 | Il clandestino                                     |                                                                        |
| 1963       | Natalia Ginzburg             | Lessico famigliare                                 |                                                                        |
| 1964       | Giovanni Arpino              | L'ombra delle colline                              |                                                                        |
| 1965       | Paolo Volponi                | La macchina mondiale                               |                                                                        |
| 1966       | Michele Prisco               | Una spirale di nebbia                              |                                                                        |
| 1967       | Anna Maria Ortese            | Poveri e semplici                                  |                                                                        |
| 1968       | Alberto Bevilacqua           | L'occhio del gatto                                 |                                                                        |
| 1969       | Lalla Romano                 | Le parole tra noi leggere                          |                                                                        |
| 1970       | Guido Piovene                | Le stelle fredde                                   |                                                                        |
| 1971       | Raffaello Brignetti          | La spiaggia d'oro                                  |                                                                        |
| 1972       | Giuseppe Dessì               | Paese d'ombre                                      |                                                                        |
| 1973       | Manlio Cancogni              | Allegri, gioventù                                  |                                                                        |
| 1974       | Guglielmo Petroni            | La morte del fiume                                 |                                                                        |
| 1975       | Tommaso Landolfi             | A caso                                             |                                                                        |
| 1976       | Fausta Cialente              | Le quattro ragazze Wieselberger                    |                                                                        |
| 1977       | Fulvio Tomizza               | La miglior vita                                    |                                                                        |
| 1978       | Ferdinando Camon             | Un altare per la madre                             |                                                                        |
| 1979       | Primo Levi                   | La chiave a stella                                 |                                                                        |
| 1980       | Vittorio Gorresio            | La vita ingenua                                    | .                                                                      |
| 1981       | Umberto Eco                  | Il nome della rosa                                 | Der Name der Rose                                                      |
| 1982       | Goffredo Parise              | Il sillabario n.2                                  | Fibel der Gefühle                                                      |
| 1983       | Mario Pomilio                | Il Natale del 1833                                 | -                                                                      |
| 1984       | Pietro Citati                | Tolstoj                                            | -                                                                      |
| 1985       | Carlo Sgorlon                | L'armata dei fiumi perduti                         | -                                                                      |
| 1986       | Maria Bellonci               | Rinascimento privato                               | -                                                                      |
| 1987       | Stanislao Nievo              | Le isole del paradiso                              | -                                                                      |
| 1988       | Gesualdo Bufalino            | Le menzogne della notte                            | Die Lügen der Nacht                                                    |
| 1989       | Giuseppe Pontiggia           | La grande sera                                     | -                                                                      |
| 1990       | Sebastiano Vassalli          | La chimera                                         | -                                                                      |
| 1991       | Paolo Volponi                | La strada per Roma                                 | -                                                                      |
| 1992       | Vincenzo Conolo              | Nottetempo, casa per casa                          | Bei Nacht, von Haus zu Haus                                            |
| 1993       | Domenico Rea                 | Ninfa plebea                                       | -                                                                      |
| 1994       | Giorgio Montefoschi          | La casa del padre                                  | -                                                                      |
| 1995       | Maria Teresa Di Lascia       | Passaggio in ombra                                 | -                                                                      |
| 1996       | Alessandro Barbero           | Bella vita e guerre altrui di Mr. Pyle, gentiluomo | Das schöne Leben des Edelmannes Robert Pyle und die Kriege der anderen |
| 1997       | Claudio Magris               | Microcosmi                                         | Die Welt en gros und en détail                                         |
| 1998       | Enzo Siciliano               | I bei momenti                                      | -                                                                      |
| 1999       | Dacia Maraini                | Buio                                               | -                                                                      |
| 2000       | Ernesto Ferrero              | N.                                                 | -                                                                      |
| 2001       | Domenico Starnone            | Via Gemito                                         | Via Gemito                                                             |
| 2002       | Margaret Mazzantini          | Non ti muovere                                     | Geh nicht fort                                                         |
| 2003       | Melania Mazzucco             | Vita                                               | Vita                                                                   |
| 2004       | Ugo Riccarelli               | Il dolore perfetto                                 | Der vollkommene Schmerz                                                |
| 2005       | Maurizio Maggiani            | Il viaggiatore notturno                            | Reisende in der Nacht                                                  |
| 2006       | Sandro Veronesi              | Caos Calmo                                         | -                                                                      |
| 2007       | Niccolò Ammaniti             | Come Dio comanda                                   | Wie es Gott gefällt                                                    |
| 2008       | Paolo Giordano               | La solitudine dei numeri primi                     | Die Einsamkeit der Primzahlen                                          |
| 2009       | Tiziano Scarpa               | Stabat Mater                                       | -                                                                      |
| 2010       | Antonio Pennacchi            | Canale Mussolini                                   | Canale Mussolini                                                       |
| 2011       | Edoardo Nesi                 | Storia della mia gente                             | -                                                                      |
| 2012       | Alessandro Piperno           | Inseparabili                                       | Hier sind die Unzertrennlichen: Im Feuer der Erinnerungen              |
| 2013       | Walter Siti                  | Resistere non serve a niente                       | -                                                                      |
| 2014       | Francesco Piccolo            | Il desiderio di essere come tutti                  | -                                                                      |
| 2015       | Nicola Lagioia               | La ferocia                                         | Eiskalter Süden                                                        |
| 2016       | Edoardo Albinati             | La scuola cattolica                                | Die katholische Schule                                                 |
| 2017       | Paolo Cognetti               | Le otto montagne                                   | Acht Berge                                                             |
| 2018       | Helena Janeczek              | La ragazza con la Leica                            | Das Mädchen mit der Leica                                              |
| 2019       | Antonio Scurati              | M. Il figlio del secolo                            | M. Der Sohn des Jahrhunderts                                           |
| 2020       | Sandro Veronesi              | Il colibrì                                         | Der Kolibri                                                            |
| 2021       | Emanuele Trevi               | Due vite                                           | Zwei Leben                                                             |
| 2022       | Mario Desiati                | Spatriati                                          | Spatriati                                                              |
| 2023       | Ada D’Adamo                  | Come d'aria                                        | Brief an mein Kind                                                     |
| 2024       | Donatella Di Pietrantonio    | L'eta fragile                                      | Die zerbrechliche Zeit                                                 |

## Träger des Premio Strega Europeo
Der Premio Strega Europeo wird seit 2014 für ein ins Italienische übersetztes Werk aus dem europäischen Ausland verliehen.
| Jahr | Text von                       | Originaltitel                | Übersetzung ins Italienische von | Italienischer Titel               | Deutscher Titel                                      |
| ---- | ------------------------------ | ---------------------------- | -------------------------------- | --------------------------------- | ---------------------------------------------------- |
| 2014 | Marcos Giralt Torrente         | Tiempo de vida               | Pierpaolo Marchetti              | Il tempo della vita               |                                                      |
| 2015 | Katja Petrowskaja              | Vielleicht Esther            | Ada Vigliani                     | Forse Esther                      | Vielleicht Esther                                    |
| 2016 | Annie Ernaux                   | Les années                   | Lorenzo Flabbi                   | Gli anni                          | Die Jahre                                            |
| 2017 | Jenny Erpenbeck                | Gehen, ging, gegangen        | Ada Vigliani                     | Voci del verbo andare             | Gehen, ging, gegangen                                |
| 2018 | Fernando Aramburu              | Patria                       | Anna Arpaia                      | Patria                            | Patria                                               |
| 2019 | David Diop                     | Frère d’âme                  | Giovanni Bogliolo                | Fratelli d’anima                  | Nachts ist unser Blut schwarz                        |
| 2020 | Judith Schalansky              | Verzeichnis einiger Verluste | Favia Pantanella                 | Inventario di alcune cose perdute | Verzeichnis einiger Verluste                         |
| 2021 | Georgi Gospodinov              | Vremeubežište                | Giuseppe Dell'Agata              | Cronorifugio                      | Zeitzuflucht                                         |
| 2022 | Amélie Nothomb                 | Premier sang                 | Federica Di Lella                | Primo sangue                      | Der belgische Konsul                                 |
| 2022 | Michail Pawlowitsch Schischkin | Pis'movnik                   | Emanuela Bonacorsi               | Punto di fuga                     | Briefsteller                                         |
| 2023 | Emmanuel Carrère               | V13. Chronique judiciaire    | Francesco Bergamasco             | V13. Cronaca giudiziaria          | V13. Die Terroranschläge in Paris. Gerichtsreportage |
| 2024 | Neige Sinno                    | Triste Tigre                 | Luciana Cisbani                  | Triste tigre                      | Trauriger Tiger                                      |